# 阿什杜德
阿什杜德，中文圣经中译为亚实突，（羅馬化：ʾAš°ḋŵd），是以色列南部区的一个城市，滨临地中海，位于以色列沿海平原的南部。面积47.242平方千米。1968年正式设市。根据以色列中央统计局资料，2009年末阿什杜德人口达207,800人，是以色列第6大城市。年人口增长率达到2.6%。阿什杜德港是以色列第一大港口。

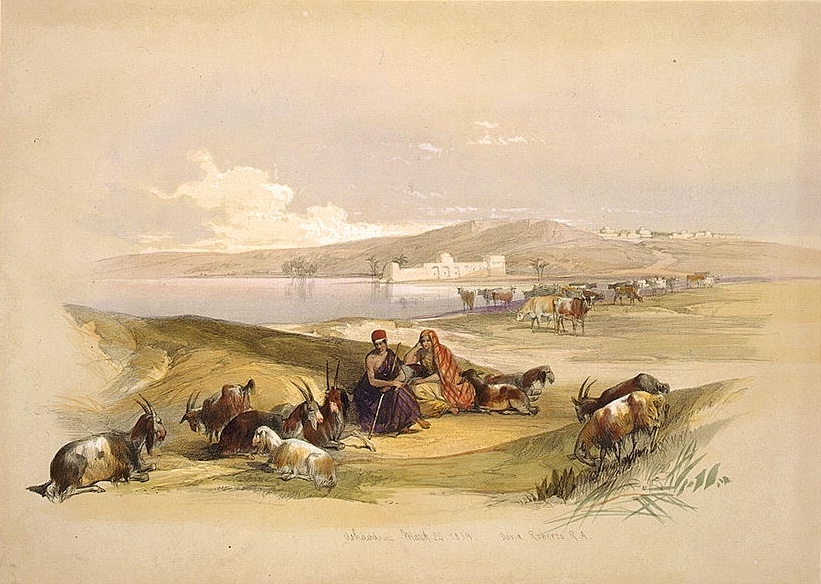
19世纪初的阿什杜德

## 历史

### 古代
阿什杜德地区最早的人类居民点可以追溯到旧石器时代，在整个石器时代这一带都有许多人类活动，甚至在乌加里特语文献中也提及。前13世纪末，海上民族（弗里吉亚人）征服并摧毁了这座城市。前12世纪初，非利士人（一般认为也是一支海上民族）夺取了阿什杜德，该市这时繁荣起来，并成为他们的首都。
前950年代，阿什杜德被埃及法老西阿蒙（第廿一王朝，前978－959年）摧毁，直到前815年以後才重建。約前715年，亞述帝国的薩爾貢二世征服阿什杜德，城市再次被毀，居民被流放。
前605年，迦勒底人的迦勒底王国的尼布甲尼撒二世征服阿什杜德，城市再次被毁。前539年，波斯居鲁士二世征服迦勒底人的迦勒底王国，随即波斯人重建該城市。

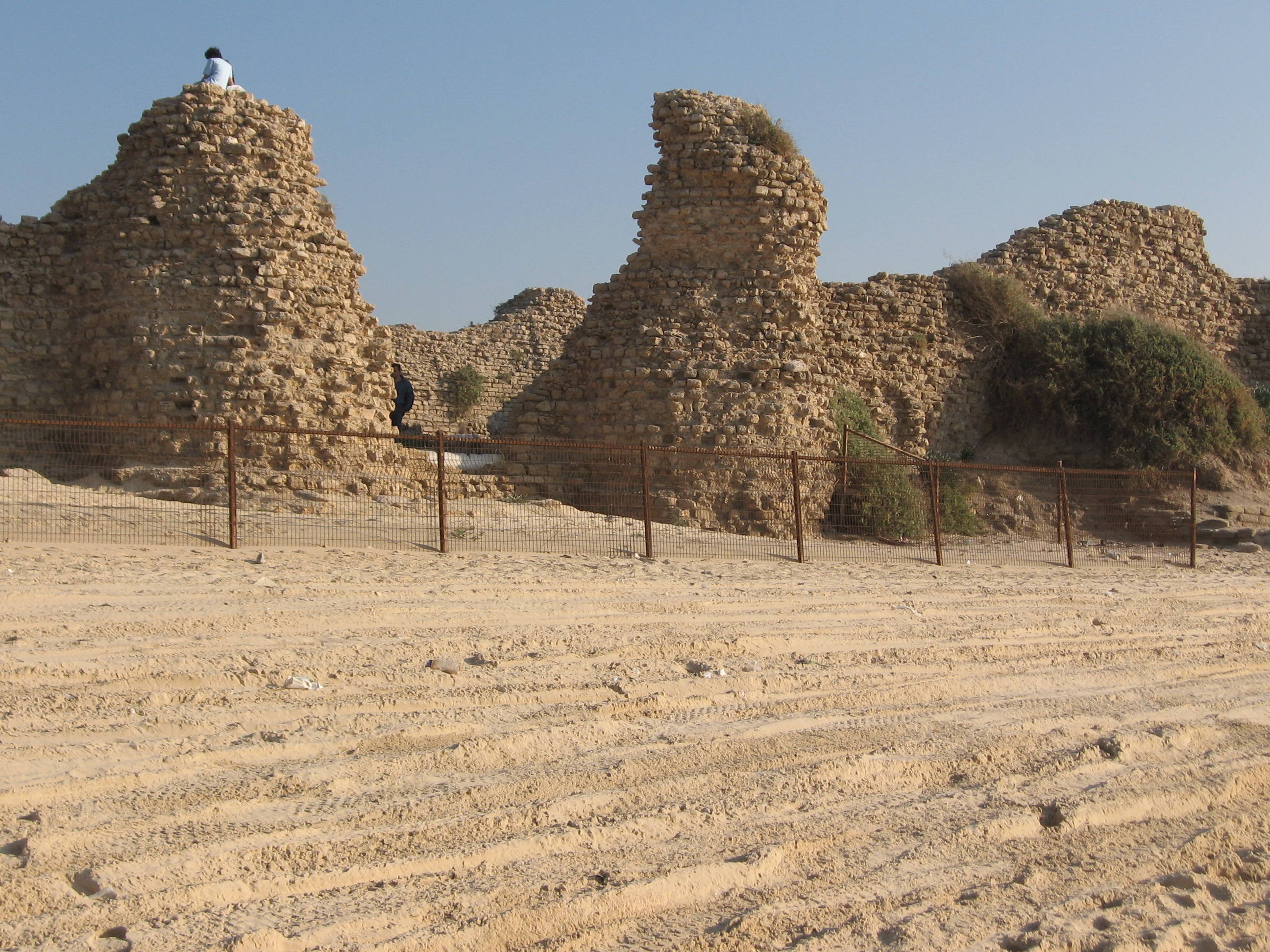
要塞

### 现代

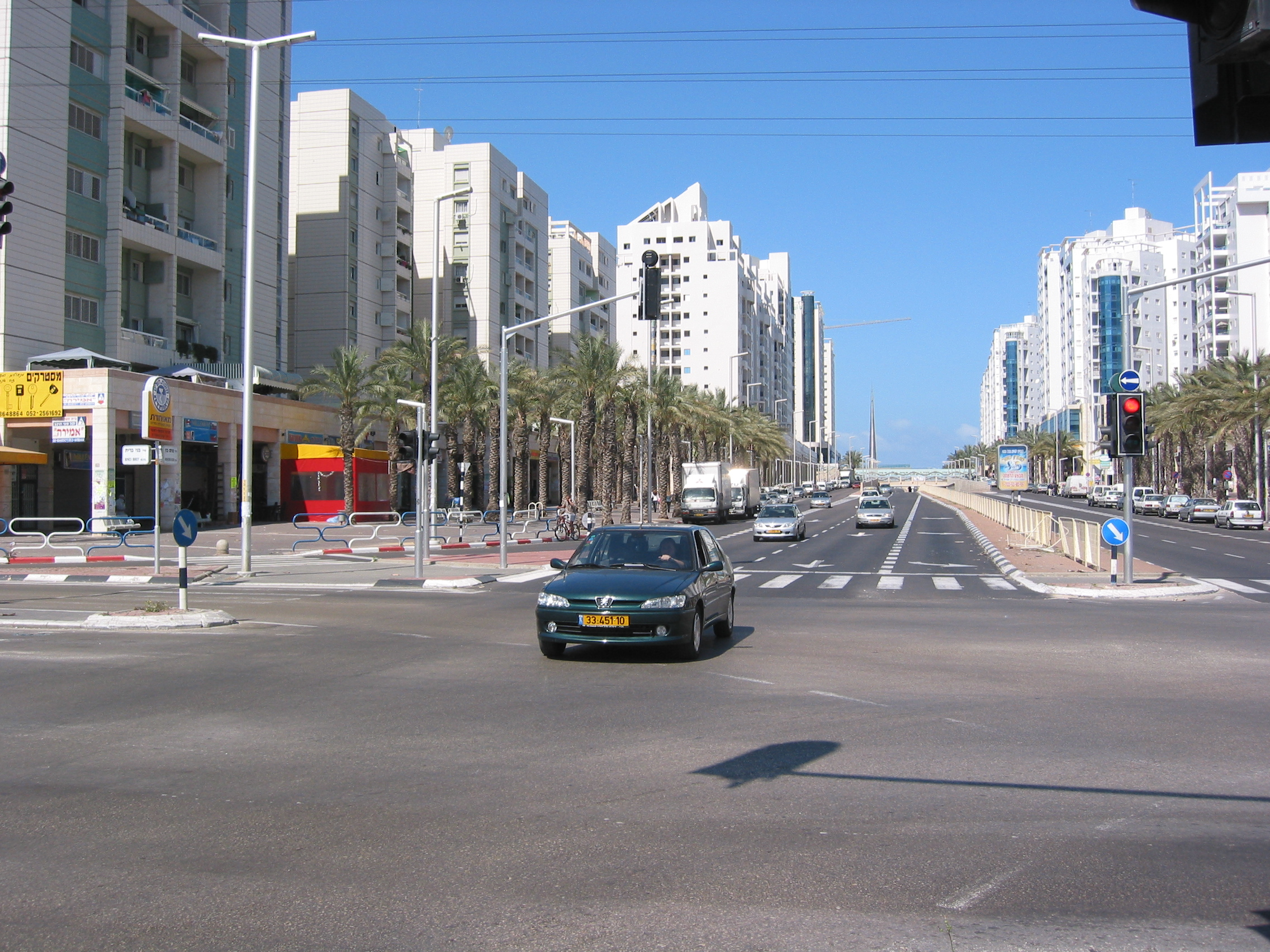
十字路口

在第一次中东战争中，阿什杜德是埃及軍到達的最北點。1948年10月28日埃及軍撤出阿什杜德，絕大多數居民也跟隨離開。約300個留下的居民也被驅趕到加沙地帶。

1956年5月1日，以色列政府批准建立阿什杜德市。阿什杜德有限公司在該年年底成立。
1956年11月，第一批移民——来自摩洛哥的22个移民家庭来到这里，稍后，一群来自埃及的移民加入他们行列。1957年7月，以色列政府撥出距離特拉維夫約32公里的24平方千米土地予阿什杜德有限公司建設現代城市。
1958年，Eshkol A發電廠落成。

阿什杜德港的建築工程在1961年4月開始，1965年11月迎接第一艘貨船。
城市在1991年開始急速發展，由大量來自蘇聯的猶太移民及基礎建設帶動。從1990年至2001年，阿什杜德吸納了超過10萬個新居民。

## 文化与体育

新文化中心，2006年2月

## 友好城市
| 国家           | 城市         |
| -------------- | ------------ |
| 法國           | 波尔多       |
| 阿根廷         | 布兰卡港     |
| 德国           | 柏林斯潘道区 |
| 美国           | 坦帕         |
| 中华人民共和国 | 武汉         |